# Irena Pelikánová
Irena Pelikánová (* 25. června 1949 Praha) je česká právnička a univerzitní profesorka.

## Život
Roku 1993 byla jmenována profesorkou obchodního práva na Právnické fakultě Univerzity Karlovy. V letech 1998–2004 byla členkou Legislativní rady vlády; v letech 1999–2002 byla členkou prezídia Komise pro cenné papíry; mimoto působila jako advokátka.
Od 12. května 2004 je soudkyní Tribunálu Soudního dvora Evropské unie.
V roce 2013 se spekulovalo o jejím konci u Soudního dvora EU s tím, že by se jejím nástupcem stal ministr bez portfeje ČR Petr Mlsna. Vláda ČR jeho nominaci v únoru 2013 dokonce schválila, v květnu téhož roku ji však odmítl Soudní dvůr EU. V červenci 2013 tak nová vláda Jiřího Rusnoka schválila jako kandidátku znovu Pelikánovou. Dne 16. října 2013 vlády členských států EU potvrdily prodloužení jejího mandátu, ve funkci by tak měla setrvat až do roku 2019.
Irena Pelikánová je vdaná. S manželem Dragutinem Pelikánem má syny Tomáše a Roberta.

## Dílo
- Seznam děl v Souborném katalogu ČR, jejichž autorem nebo tématem je Irena Pelikánová

Je autorkou pětisvazkového komentáře k českému obchodnímu zákoníku a učebnic obchodního práva; zabývá se též srovnávacím právem obchodním, zejména ve vztahu k právu francouzskému.